# Centroplacus glaucinus
Centroplacus glaucinus är en tvåhjärtbladig växtart som beskrevs av Jean Baptiste Louis Pierre. Centroplacus glaucinus ingår i släktet Centroplacus och familjen Centroplacaceae. Inga underarter finns listade i Catalogue of Life.